# James Cyriax
James Henry Cyriax (* 27. Oktober 1904; † 17. Juni 1985) war ein britischer Arzt, welcher als Pionier auf dem Gebiet der Manuellen Medizin gilt.
Als Sohn des Arztes Edgard Ferdinand Cyriax und dessen Frau, der Ärztin Annjuta (Anna) Kellgren, war der Weg zum Mediziner bereits vorgegeben. Er arbeitete als Chirurg am St Thomas’ Hospital in London. Er gründete eine Gesellschaft für Manipulative Manualmedizin, welche später in die Cyriax Foundation umbenannt wurde.
Cyriax entwickelte eine Reihe von klinischen Untersuchungs- und Therapiemethoden des Bewegungssystems (siehe auch: Kapselmuster, Querfriktionen).